# Raymond Owusu
Raymond Frimpong Owusu (* 20. April 2002 in Kumasi) ist ein ghanaischer Fußballspieler.

## Karriere
Owusu begann seine Karriere bei der Gold Coast Football Academy. Zur Saison 2020/21 wechselte er leihweise zu Asokwa Deportivo. Im März 2021 wechselte er in die Ukraine zu Erstligist Sorja Luhansk. Im Mai 2021 debütierte er für Luhansk in der Premjer-Liha. Dies war sein einziger Saisoneinsatz. In der Saison 2021/22 kam er zu 13 Einsätzen im ukrainischen Oberhaus, in denen er viermal traf, ehe die Liga aufgrund des russischen Überfalls auf die Ukraine abgebrochen wurde.
Zur Saison 2022/23 wechselte Owusu daraufhin in die Türkei zu İstanbulspor. In Istanbul spielte er aber keine Rolle und kam nur zu einem Einsatz in der Süper Lig. Zur Saison 2023/24 kehrte er anschließend in die Ukraine zurück und schloss sich Metalist 1925 Charkiw an. In der Saison 2023/24 absolvierte er elf Spiele in der Premjer-Liha, aus der Charkiw aber abstieg. In der Saison 2024/25 kam er dann bis zur Winterpause zu zehn Einsätzen in der Perscha Liha.
Im Februar 2025 wechselte Owusu leihweise zum österreichischen Zweitligisten SV Horn. Während der Leihe kam er zu neun Einsätzen in der 2. Liga, aus der mit Horn aber abstieg.